# Parroquia 23 de Enero (Caracas)
La Parroquia 23 de Enero es una parroquia y urbanización al oeste de la ciudad de Caracas, en el Municipio Libertador al centro norte del país sudamericano de Venezuela.

## Historia
En la década de los años 1950, justamente el 2 de diciembre de 1956, bajo la dictadura de Marcos Pérez Jiménez, se inauguró una Unidad Habitacional de apartamentos diseñados en el Taller de Arquitectura del Banco Obrero,  teniendo como arquitecto consultor a Carlos Raul Villanueva. Quien tuvo como colaboradores a un pequeño grupo de jóvenes arquitectos y estudiantes, entre ellos: Guido Bermúdez, Carlos Brando, José Manuel Mijares y José Hoffman basándose en los principios del CIAM que definieron el urbanismo Moderno; un ejemplo: "la ville radiuese" del suizo Le Corbusier, usado también en la Unidad Habitacional Tlatelolco (México) con apartamentos que fueron otorgados a la población de clase media y baja de Caracas.
Para hacer espacio para su construcción se demolieron los barrios Monte Piedad, La Palestina, San José, Colombia, San Luis, Puerto Rico y Las Canarias. Inicialmente se llamaría "Urbanización 2 de Diciembre" (en conmemoración al ascenso a la presidencia por parte de Pérez Jiménez), sin embargo el nombre actual fue asignado por su sucesor, Rómulo Betancourt, la fecha 23 de enero conmemora el derrocamiento del General e inicio de la democracia. 
En 1966 se decide separarla de la Parroquia Sucre y elevarla a la categoría de parroquia conservando así el mismo nombre.    

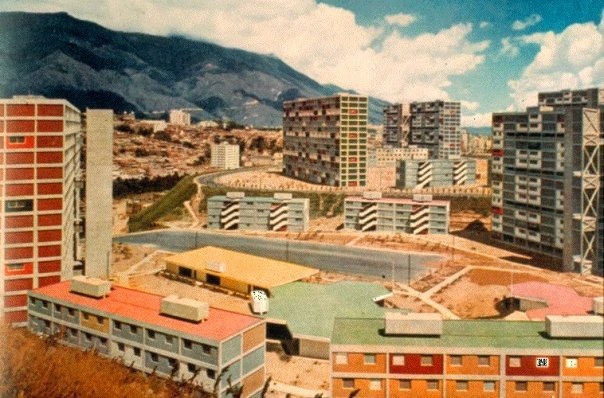
Vista del bloque 10 (derecha) y bloque 9 (izquierda), bloque 11 (centro y arriba) 2 de Diciembre (Actual 23 de enero).

Esta parroquia fue uno de los primeros focos de disturbios y saqueos en los sucesos del Sacudón o Caracazo, del año 1989.
Desde 15 de marzo de 2013, los restos del expresidente Hugo Chávez descansan en Cuartel 4 de febrero, también conocido como el Cuartel de la Montaña.
El 12 de diciembre de 2017, La comuna El Panal de la parroquia 23 de Enero, diseñó una moneda comunal llamada "El Panal".

## Geografía
La parroquia es una de las más pequeñas de Caracas posee una superficie de 231 hectáreas (2,31 kilómetros cuadrados) y se localiza al noroeste de la ciudad, enclavado en una serie de colinas, Limita al norte con la Parroquia La Pastora y la Parroquia Sucre, al este con las parroquias Altagracia y Catedral, al sur con la parroquia San Juan, y al oeste una vez más con la parroquia Sucre. Es una zona eminentemente residencial, con importantes zonas de esparcimiento.
En la Parroquia 23 de Enero se encuentran sectores como el Observatorio, La Piedrita, Sierra Maestra, La Cañada, La zona Central, Monte Piedad, Posee una población según estimaciones de 2023 de 148.990 habitantes.

## Política y gobierno
La Parroquia 23 de Enero está bajo el gobierno municipal de la Alcaldía del Municipio Libertador, estando también bajo la jurisdicción  del Gobierno del Distrito Capital, los cuales están a cargo de las obras públicas de los sectores que se agrupan en la Parroquia 23 de Enero. El servicio de seguridad está comprendido por la Policía Nacional (PNB). También posee presencia del Ejército Nacional, que en esta parroquia se encuentra en el Cuartel Cipriano Castro, y la Dirección General de la Reserva Nacional (Comandancia General de la Milicia Nacional).

## Puntos de interés
Deben destacarse el Museo Histórico Militar, la Villa Santa Inés, la Estación Agua Salud (Metro de Caracas), el antiguo Terminal Caño Amarillo (de las líneas de ferrocarril a Valencia y La Guaira), la zona F, Plaza Bolivar del Bloque 7, y la zona Central.

## Galería de fotos

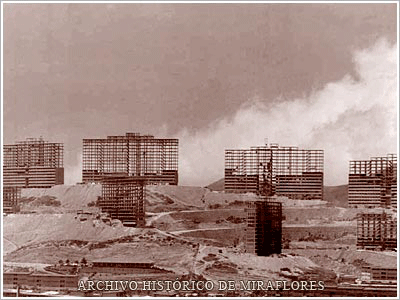
Construcción del complejo en 1955.
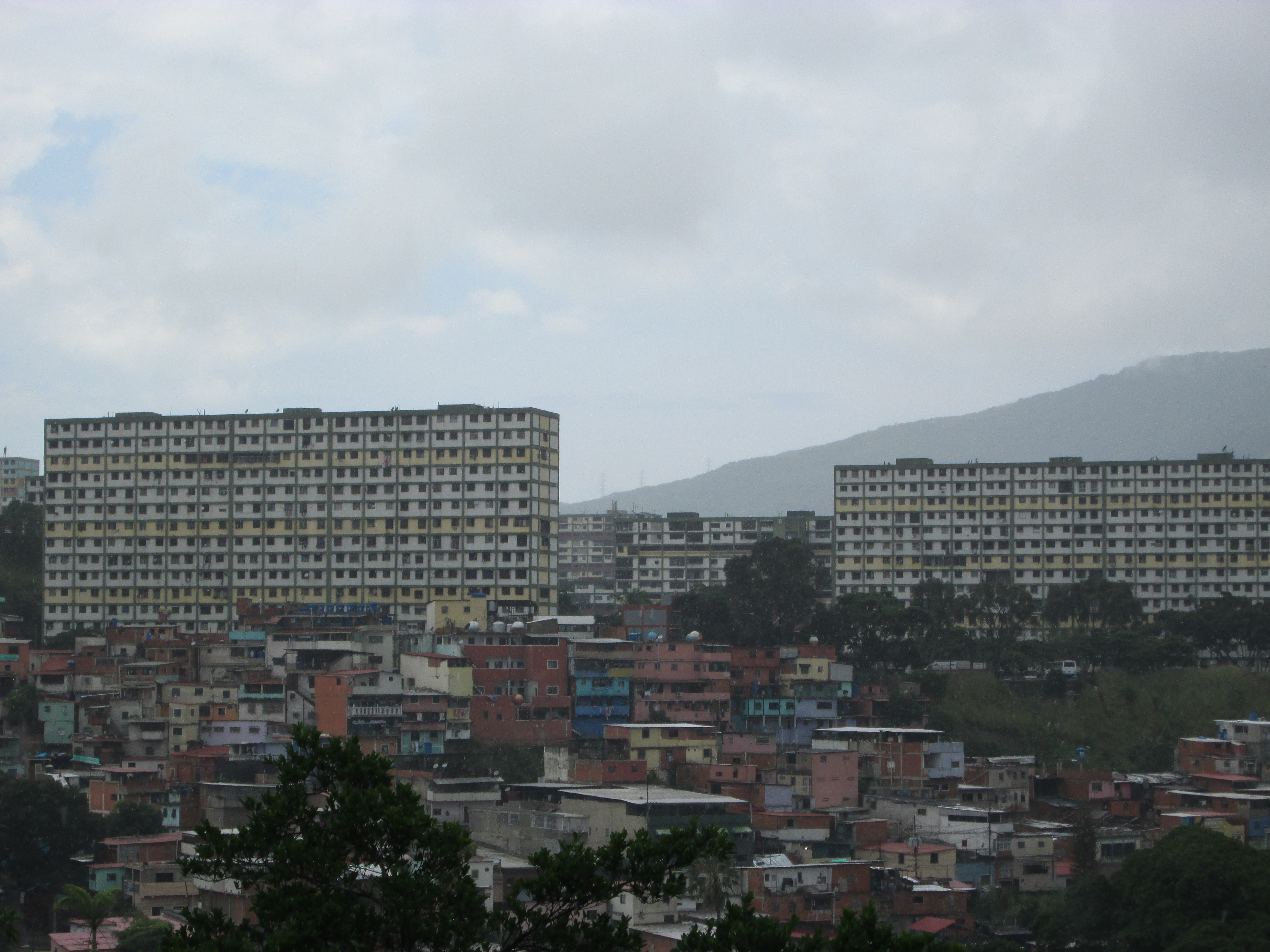
Plan original del área.
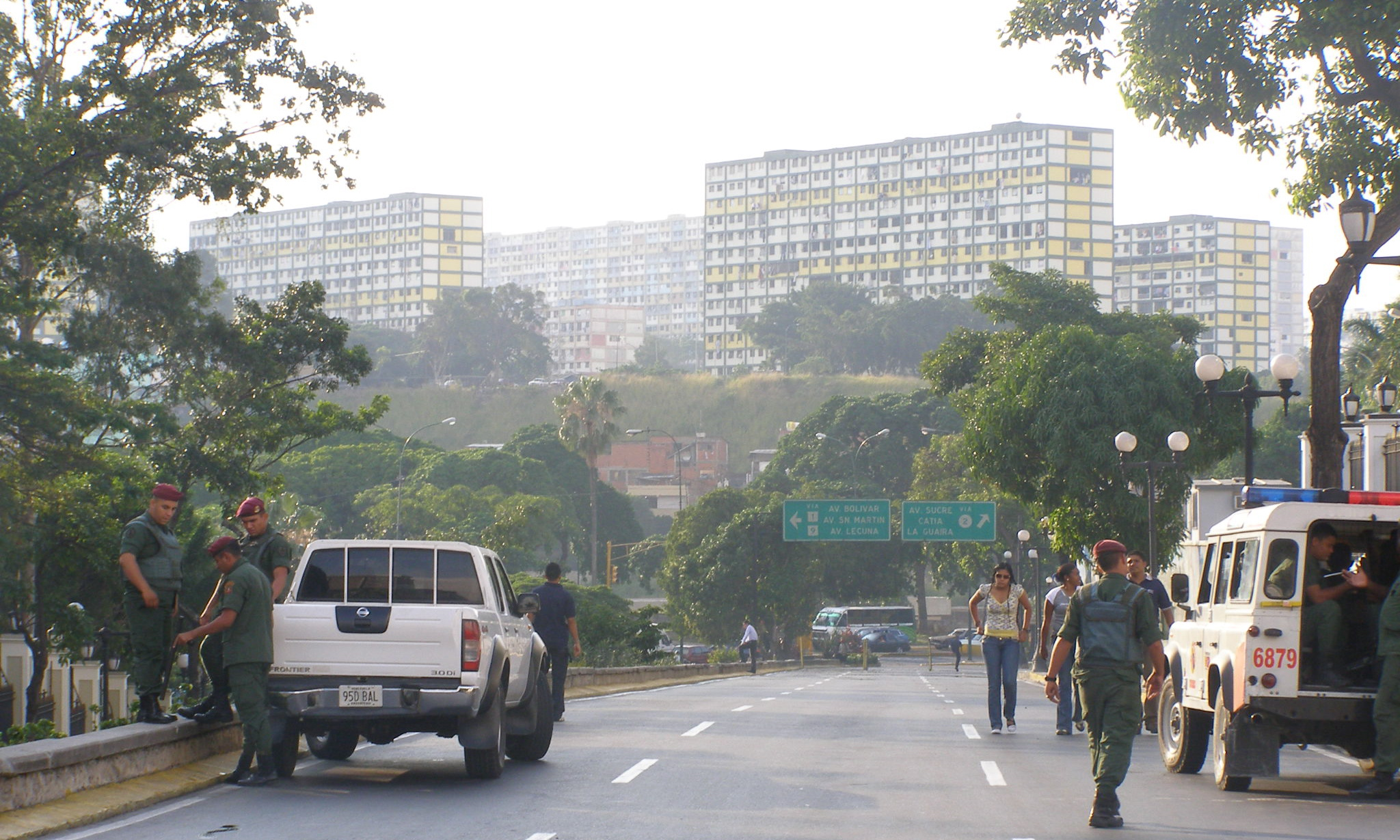
El área visto desde el Palacio de Miraflores.
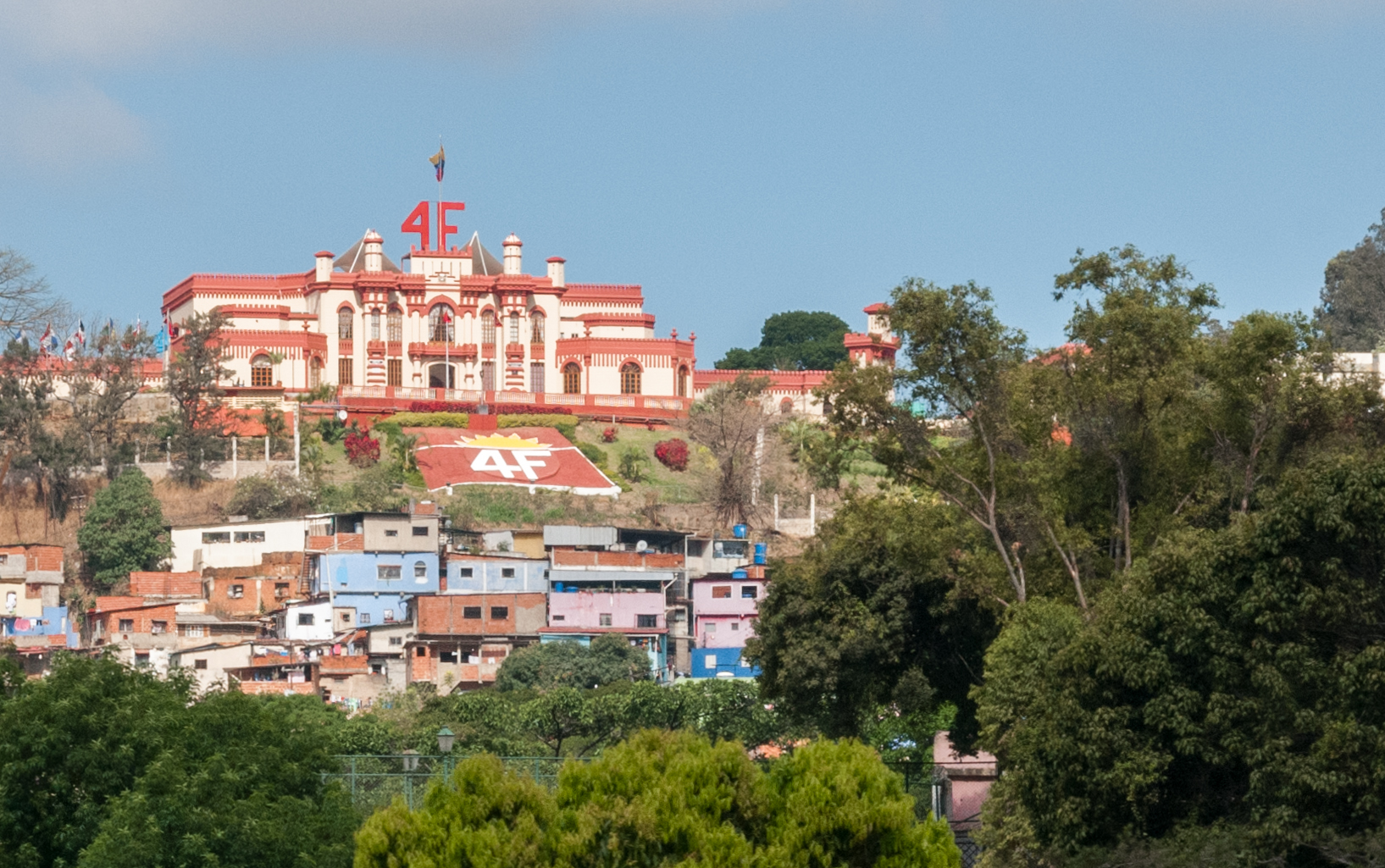
Cuartel de la Montaña.